# Adventures of Sir Galahad
Adventures of Sir Galahad er den 41. føljetonfilm, der blev udgivet af Columbia Pictures i 1949. Den er instrueret af Spencer Gordon Bennet, og har George Reeves, Nelson Leigh, William Fawcett, Hugh Prosser og  Lois Hall på rollelisten. Den er baseret på legenden om kong Arthur, og er en af de meget få historiske føljetonfilm fra perioden, som ikke er i en western.

## Medvirkende
- George Reeves som Sir Galahad. Ifølge Cline gør Reeves det til en bedre føljetonfilm end Son of the Guardsman, der er en anden føljetonfilm fra samme studie.[1]
- Nelson Leigh som Kong Arthur
- William Fawcett som Merlin
- Hugh Prosser som Sir Lancelot
- Lois Hall som Damen i søen
- Charles King som Sir Bors
- Pat Barton som Morgan le Fay
- Don Harvey som Bartog, Ulric's Aide
- Jim Diehl som Sir Kay
- Marjorie Stapp som dronning Guinevere
- John Merton som Ulric, den saksiske konge
- Pierce Lyden som Cawker
- Paul Frees som The Black Knight (stemme)

## Kapitler
1. The Stolen Sword
2. Galahad's Daring
3. Prisoners of Ulric
4. Attack on Camelot
5. Galahad to the Rescue
6. Passage of Peril
7. Unknown Betrayer
8. Perilous Adventure
9. Treacherous Magic
10. The Sorcerer's Spell
11. Valley of No Return
12. Castle Perilous
13. The Wizard's Revenge
14. Quest for the Queen
15. Galahad's Triumph